# BBVA Perú
BBVA, anteriormente llamado BBVA Continental o simplemente Banco BBVA (histórico Banco Continental), es un banco peruano de origen español cuyos accionistas son BBVA Perú Holding S.A.C. (Grupo BBVA), que posee el 46.12; Holding Continental S.A (Grupo Breca), que posee el 46.12% y el 7.76% restante en inversionistas minoritarios. Es una empresa componente del índice S&P/BVL Perú General.
En 2024, conto con más de 9 millones de clientes. fue el segundo banco más grande de Perú.

## Historia
El Banco Continental fue creado en 1951.se creó con un capital de S/. 45 millones y entre sus fundadores estuvieron el español Feliciano del Campo Romero, el británico George Bertie, el suizo Carlos Enrique Sutter y los peruanos Enrique Pardo Heeren, Carlos Díaz-Ufano y Manuel Ízaga Pérez. Durante los primeros años de la década de los 60, los principales accionistas fueron la familia Álvarez-Calderón, Albrecht Seeger, la familia Pardo Heeren y el grupo Romero hasta que, en 1964, el Chase Manhattan Bank, de la familia Rockefeller, asumió el control del banco mediante el 51% de las acciones. En 1968, un decreto del Gobierno militar de Velasco minimizaba el control de capitales extranjeros en bancos nacionales a un 20%, por lo que el Chase redujo su participación considerablemente. Sin embargo, el gobierno pagó 15 veces más por el valor de las acciones. Durante ese gobierno, el control del banco pasa a ser mayoritariamente del Estado (Banca Asociada). En 1981, el Banco Continental instala el primer cajero automático del Perú en Miraflores.
En 1995, fue privatizado totalmente y luego absorbida por el grupo español BBV, y pasó a llamarse BBV Banco Continental, en 2000 con la absorción de Argentaria en la matriz se renombra BBVA Banco Continental. En 2011, como parte de la estrategia comercial del grupo, pasó a llamarse BBVA Continental. 
Sus operaciones son autorizadas por la Superintendencia de Banca, Seguros y AFP (SBS). Su oficina principal se localiza en la Av. República de Panamá en el Distrito de San Isidro, en Lima.
Hacia 2011, el BBVA Continental se ha caracterizado por el patrocinio a actividades culturales y de difusión de la gastronomía peruana como el evento anual Mistura, así como la identificación que se da a esta marca con reconocidos chefs peruanos como Gastón Acurio.
En junio de 2011, la agencia clasificadora crediticia Fitch elevó grado de inversión del BBVA Continental de BBB a A-.
En junio de 2019, Fernando Eguiluz es nombrado nuevo CEO del banco en sustitución de Eduardo Torres-Llosa.
El 10 de junio de 2019, BBVA anunció una unificación de marca en todo el mundo pasándose a llamar BBVA.

## Sede
Luego de estar ocupando muchas sedes, en la década de 1980 se construye el Edificio Banco Continental en la Avenida República de Panamá en el Distrito de San Isidro. La sede fue remodelada en 2012.